# 沃伊科夫区
沃伊科夫区（俄语：Войковский район）是俄罗斯首都莫斯科北行政区的一个区域，位于莫斯科市中心西北10公里处，以布尔什维克革命家、尼古拉二世灭门案凶手之一的彼得·沃伊科夫的名字命名。面积6.6平方公里，2010年人口为64,933人。该地在当代俄罗斯因命名者的身份而引发争议。